# Lisa Wade
Lisa Wade (Hilversum, 7 augustus 1979) is een Nederlands journaliste, schrijfster, mediamaker, stemactrice en  radio- en televisiepresentatrice.

## Levensloop
Wade is de dochter van de Engelse filmmaker Richard Wade. Ze studeerde cum laude af voor haar studie Theaterwetenschappen aan de Universiteit van Amsterdam. Haar scriptie over het imago van Toon Hermans leverde haar een optreden op bij het televisieprogramma De Wereld Draait Door waarna ze het verzoek kreeg om zelf te gaan presenteren. Ze was jarenlang actief bij het kinderprogramma Het Klokhuis. Ze presenteerde onder andere bij de NTR 13 in de oorlog, een bekroonde geschiedenisserie voor kinderen over de Tweede Wereldoorlog. Ze presenteerde het VARA-radio- en televisieprogramma Vroege Vogels.  Ze heeft acht jaar lang een vaste column gehad in tijdschrift Ouders van nu en schrijft nu vaak artikelen voor Mezza, de bijlage van het Algemeen Dagblad. Als stemacteur heeft ze een thuisstudio en is onder andere samen met haar dochter Simcha de vaste stem van de Efteling. Vanuit haar eigen bedrijf maakt ze films en educatieprojecten.
Wade kreeg in 2013 dochter Simcha en in 2018 dochter Norah met regisseur Peter Blom.

## Trivia
- Ze won samen met Jacques Klöters een Edison Music Award Bijzondere Uitgave van Historische Aard voor de cd-box Toon Hermans: Het Verzameld Werk.
- De dvd-box Toon Hermans: One Man Shows werd platina.
- Met Het Klokhuis won ze De Gouden Stuiver voor het beste jeugdprogramma.
- Het televisieprogramma 13 in de oorlog won de Beeld en Geluid Award 2010 en werd genomineerd voor de Cinekid Kinderkast Publieksprijs, de Prix Jeunesse en een Emmy Award.

## Programma's
- Het Klokhuis, 2007-2013 (NTR)
- 13 in de oorlog, 2008-2009 (NTR)
- Vroege Vogels, 2010-2011 (VARA)
- De Slavernij Junior, 2011 (NTR)

## Onderwijs
- "Take it easy," digitaal lesprogramma Engels voor basisscholen
- "De Derde Kamer", lesprogramma Politiek voor basisscholen
- "Wat de vakman?!", lesprogramma kunstonderwijs VMBO

## Uitgaven
- "Het hele jaarFEESTEN in lente en zomer" met Daan Rot, Uitgeverij Christofoor
- "Het hele jaarFEESTEN in herfst en winter" met Daan Rot, Uitgeverij Christofoor
- "Het Sprookjes luisterboek van de Efteling" met Georgina Verbaan, Uitgeverij Rubinstein
- "Toon over Toon", Uitgeverij Rubinstein
- "Geef mij maar Amsterdam", Uitgeverij Nijgh en Van Ditmar
- "Zing maar mee met Annie MG", Uitgeverij Querido
- "Toon Hermans One man shows" dvdbox, Universal Music Benelux
- "Toon Hermans Het verzameld werk" cdbox, Nikkelen Nelis

## Externe link

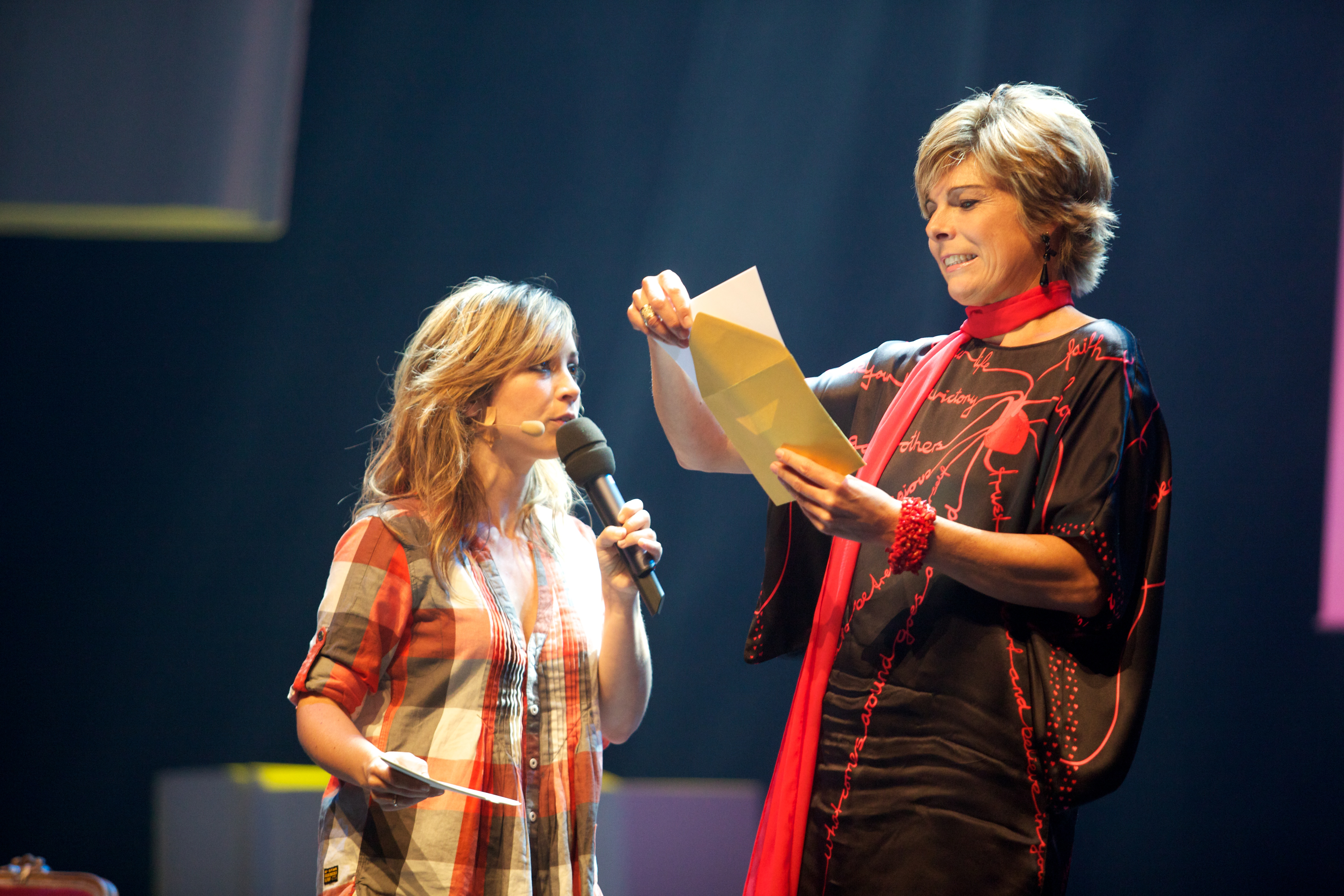
Lisa Wade en Laurentien Brinkhorst in het Nieuwe Luxor in Rotterdam, tijdens een voorleesrecord georganiseerd door de Stichting Lezen & Schrijven (2010).